# Hội chứng XYY
Hội chứng XYY là một tình trạng di truyền trong đó nam giới có thêm một nhiễm sắc thể Y. Triệu chứng thường là ít. Chúng có thể bao gồm cao hơn trung bình, mụn trứng cá và tăng nguy cơ các vấn đề học tập. Người này thường bình thường, bao gồm cả khả năng sinh sản bình thường.
Tình trạng này thường không được thừa hưởng từ cha mẹ của một người mà là xảy ra do một sự kiện ngẫu nhiên trong quá trình phát triển tế bào tinh trùng. Chẩn đoán bệnh này bằng phân tích nhiễm sắc thể. Có 47 nhiễm sắc thể, thay vì thông thường 46, cho thấy có 47 nhiễm sắc thể với XYY karyotype.
Điều trị có thể bao gồm trị liệu ngôn ngữ hoặc trợ giúp thêm với việc học tập. Kết quả nói chung là tốt. Phòng ngừa bệnh này là không thể. Tình trạng này xảy ra ở khoảng 1 trên 1.000 ca sinh con trai. Nhiều người mắc bệnh này không biết rằng họ có bệnh. Chứng bệnh này được mô tả lần đầu tiên vào năm 1961.

## Dấu hiệu và triệu chứng

### Đặc điểm thể chất
Những người có 47, XYY karyotype có tốc độ tăng trưởng tăng từ mầm non, với chiều cao trung bình khoảng 7 cm (3") hơn chiều cao chính thức dự kiến. Trong Edinburgh, Scotland, Tám 47 chàng trai có hội chứng XYY sinh 1967-1972 và xác định trong một chương trình sàng lọc sơ sinh đã có chiều cao trung bình 188,1 cm (6'2 ") ở tuổi 18 trong khi chiều cao trung bình của cha họ là 174,1cm (5'8½ "), chiều cao trung bình của mẹ họ là 162,8 cm (5'4")  Sự gia tăng liều lượng gen của XYY đã được mặc nhiên công nhận như một nguyên nhân của tầm vóc tăng trưởng thấy được trong tất cả các bộ ba nhiễm sắc thể: 47, XXX, 47, XXY, và 47, XYY. Việc bị mụn nhiều đã được ghi nhận trong một số rất ít trường hợp báo cáo sớm, nhưng bác sĩ da liễu chuyên về mụn trứng cá hiện nay nghi ngờ sự tồn tại của mụn với bộ ba nhiễm sắc thể 47, XYY.